# رآکتور هسته‌ای توپاز

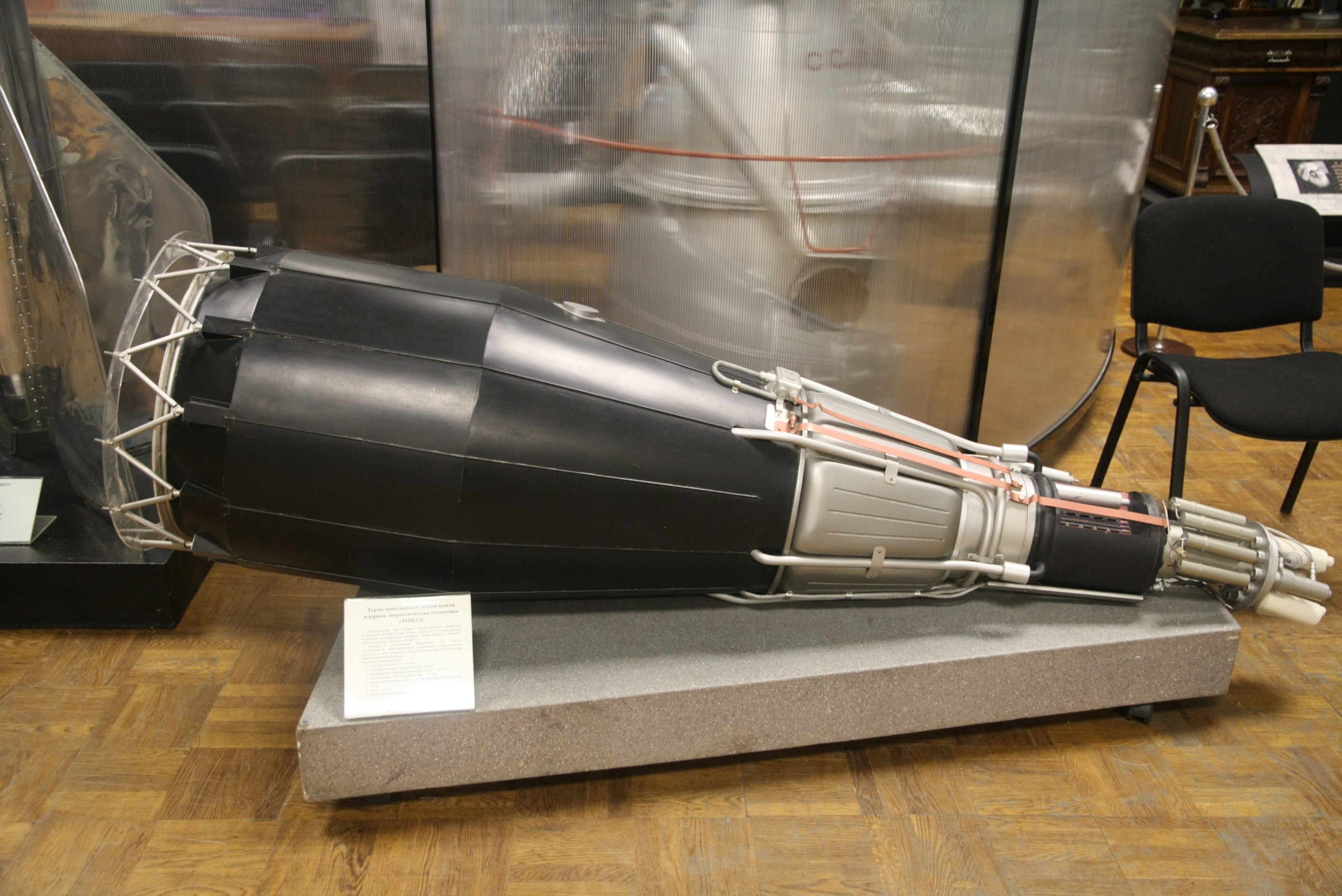
مدل کوچک شده رآکتور توپاز

رآکتور هسته‌ای توپاز (TOPAZ) یک راکتور هسته ای سبک‌وزن است که برای استفاده طولانی مدت در فضا توسط اتحاد جماهیر شوروی ساخته شد. این رآکتور با فلز مایع خنک می‌شود، از یک آرام‌کننده دمای بالا حاوی هیدروژن و سوخت بسیار غنی شده استفاده می‌کند و با استفاده از مبدل یون‌حرارتی (ترمویونیک) برق تولید می‌کند.